# Copa Independencia (Liga Nacional de Baloncesto Profesional de México)
La Copa Independencia/Copa Value es un torneo creado por la Liga Nacional de Baloncesto Profesional de México, que busca premiar a los mejores equipos de la primera mitad de la temporada.
En 2023 la Liga sustituye el Juego de Estrellas con un nuevo torneo llamado Copa Value.

## Historia
La Copa Independencia fue un torneo creado por la Liga Nacional de Baloncesto Profesional de México, que en sus inicios buscaba premiar a los mejores ocho de la primera mitad de la temporada, y que sirvió en su momento como pretemporada para todos los equipos de la liga.
La Copa Independencia se jugó por primera vez en la Temporada 2004 y se disputó hasta la Temporada 2007-2008. Sin embargo, sólo dos equipos lograron conquistarla, los Lobos de la U.A. de C. y los Lobos Grises de la UAD, ambos de la Zona Norte.

## Campeones de la Copa
A continuación se muestran a los campeones y subcampeones de la Copa en todas sus ediciones:
| Temporada    | Sede                  | Campeón                   | Entrenador Campeón           | Subcampeón                | Entrenador Subcampeón         |
| ------------ | --------------------- | ------------------------- | ---------------------------- | ------------------------- | ----------------------------- |
| 2004(8)      | Aguascalientes, Ags.  | Lobos de la U.A. de C.    | Ricardo Daniel Maffei        | Lechugueros de León       | Jesús Francisco Torres López  |
| 2005(8)      | Saltillo, Coahuila    | Lobos de la U.A. de C.    | Andrés Contreras Arellano    | Correcaminos UAT Victoria | Ricardo Daniel Maffei         |
| 2006(9)      | Xalapa, Veracruz      | Lobos Grises de la UAD    | Lewis LaSelle Taylor Whetten | Halcones UV Xalapa        | Ángel Alfredo González Chávez |
| 2007-2008(9) | Durango, Durango      | Lobos Grises de la UAD    | Lewis LaSelle Taylor Whetten | Halcones Rojos Veracruz   | Adán Graciano Saldaña Arreola |
| 2023(8)      | Chihuahua, Chihuahua  | Fuerza Regia de Monterrey | Pablo García Fernández       | Libertadores de Querétaro | Iván Eduardo Déniz O'Donnell  |
| 2024(8)      | Monterrey, Nuevo León | Halcones de Xalapa        | Paco Olmos                   | Diablos Rojos del México  | Nicolás Casalánguida          |